# Кульчицький Ігор Євстахович
І́гор Євста́хович Кульчи́цький (* 13 серпня 1941, Львів) — український радянський футболіст. Півзахисник, більшість кар'єри провів у львівських «Карпатах». Багаторічний капітан «Карпат». Володар Кубка СРСР 1969. Майстер спорту СРСР (1966). Провів 2 матчі за збірну СРСР.

## Життєпис
Вихованець львівської ДЮСШ-4. Закінчив Львівський інститут фізкультури і факультет журналістики Львівського університету.
У 1961 році виступав за «Нафтовик» (Дрогобич) та дубль київського «Динамо», у 1962 — за «Сільмаш» (Львів). Коли у 1963 році у Львові створили команду «Карпати», то туди запросили Кульчицького. Був «мотором» команди, лідером колективу. За багато років діяв у нападі, і в обороні, й у півзахисті. Саме в центрі поля його вміння керувати грою і точні паси давали найкращий результат. В 1970 році, виступаючи ще у першій лізі, увійшов до списку 33-х найкращих гравців СРСР — нечасто хто з гравців нижчої ліги туди потрапляв.
Був капітаном «карпатівського» колективу, який здобув Кубок СРСР у 1969 році — єдиний раз за всі розіграші Кубка трофей здобула команда не з найвищої ліги.
У 1971 році провів 2 гри за національну збірну СРСР з футболу.
Після завершення ігрової кар'єри вчився на футбольного тренера у Вищій школі тренерів у Москві. Працював тренером, потім протягом 1987—1988 директором львівської ДЮСШ-4. Був начальником відновлених «Карпат» у 1989 р. Згодом до 2001 року був помічником, заступником директора «Львіводоканалу» із загальних питань. Працює у клубі «Карпати» та Федерації футболу Львівської області.
Тренер-викладач Львівської спеціалізованої дитячо-юнацької школи олімпійського резерву № 4.
Автор книги «Карпати»: рік за роком (2003), написаної разом зі львівським спортивним журналістом Юрієм Назаркевичем.

## Титули та досягнення
- Кубок СРСР: (1969 р.)
- Чемпіон СРСР (1ліга): 1970.
- Срібло чемпіонату СРСР (Друга група клас А): 1968.
- Переможець номінації «За вагомий внесок у розвиток футболу» (2000 р.)
- «Людина футболу Львівщини» (2000 р.)
- «Друг Євро-2012» (2011 р.)
- у списку «33 найкращих» — 1 раз (1970 р.)
- Заслужений працівник фізичної культури і спорту України (2016).[1]

## Навчальні заклади
- ЗОШ №51 м.Львів
- ЗОШ №44 м.Львів
- Львівський державний університет фізичної культури
- Львівський національний університет імені Івана Франка
- Московська Вища школа тренерів